# 濟阿馬曼蘇里耶

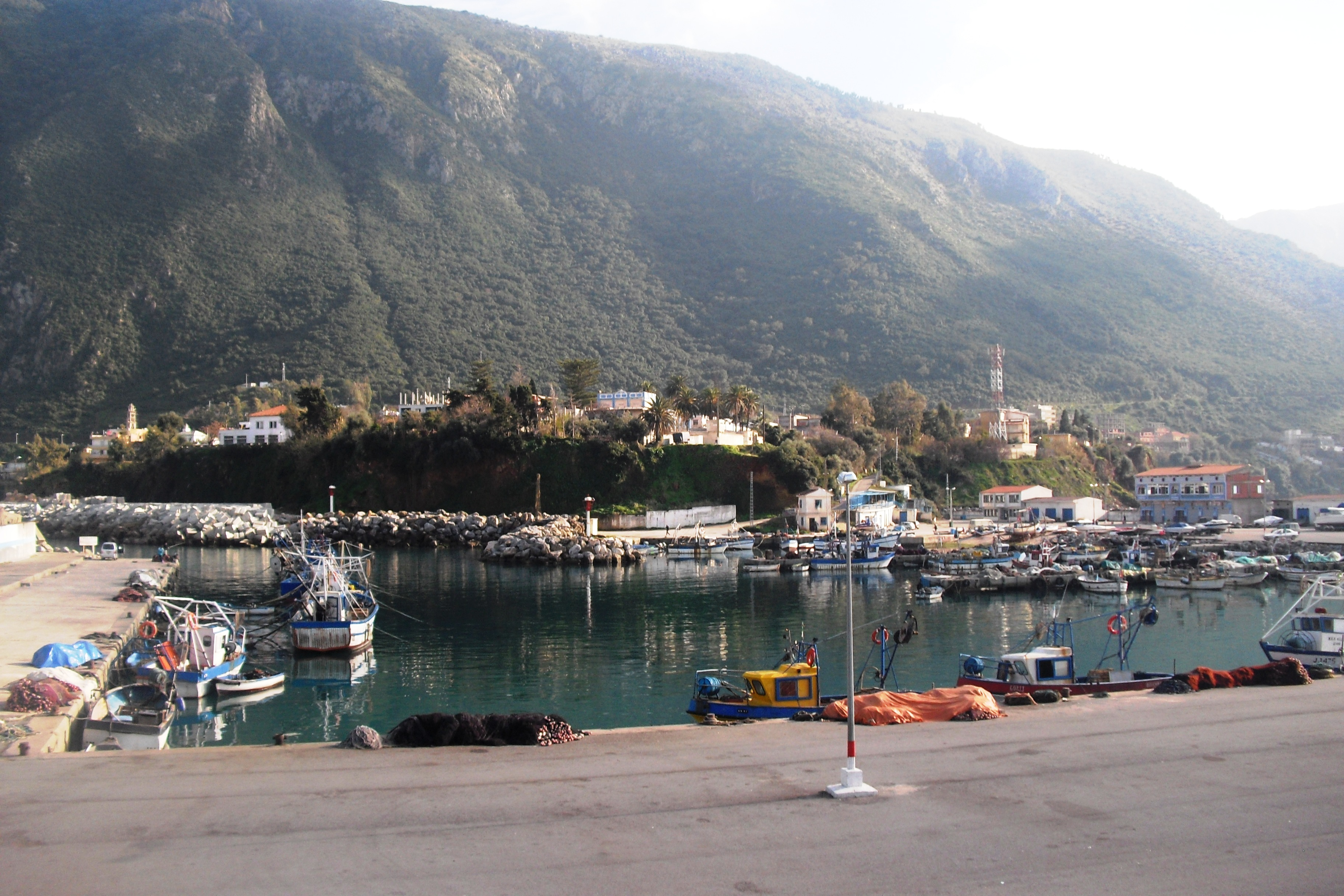

36°40′N 5°29′E / 36.667°N 5.483°E
濟阿馬曼蘇里耶（阿拉伯语：‎），是阿爾及利亞的城鎮，位於該國東北部，由吉傑勒省負責管轄，是濟阿馬曼蘇里耶區的首府，面積102平方公里，2008年人口为12,642人，人口密度每平方公里124人。